# Eugenia mufindiensis
Eugenia mufindiensis är en myrtenväxtart som beskrevs av Bernard Verdcourt. Eugenia mufindiensis ingår i släktet Eugenia och familjen myrtenväxter. Inga underarter finns listade i Catalogue of Life.